# Jászladány
Jászladány es un pueblo húngaro perteneciente al distrito de Jászapáti, condado de Jász-Nagykun-Szolnok.

## Superficie
Cuenta con una superficie de 92,73 km².

## Demografía
Hasta 2024 la población era de 5480 habitantes, con una densidad de población de 59,09 hab/km².
| Gráfica de evolución demográfica de Jászladány entre 2020 y 2024 |
|                                                                  |
| Datos según la Oficina Central de Estadística de Hungría.        |